# キャンプ・バトラー
キャンプ・バトラー（英語: Camp Butler、en:Marine Corps Base Camp Smedley D. Butler）は、沖縄に駐留するアメリカ海兵隊の基地および施設を統括する組織の名称として使用される語である。バトラー基地と表記される事もある。司令部はキャンプ瑞慶覧にある。沖縄の海兵隊拠点の一つである普天間飛行場はキャンプ・バトラーの管轄下には含まれておらず、独立した基地として扱われている。

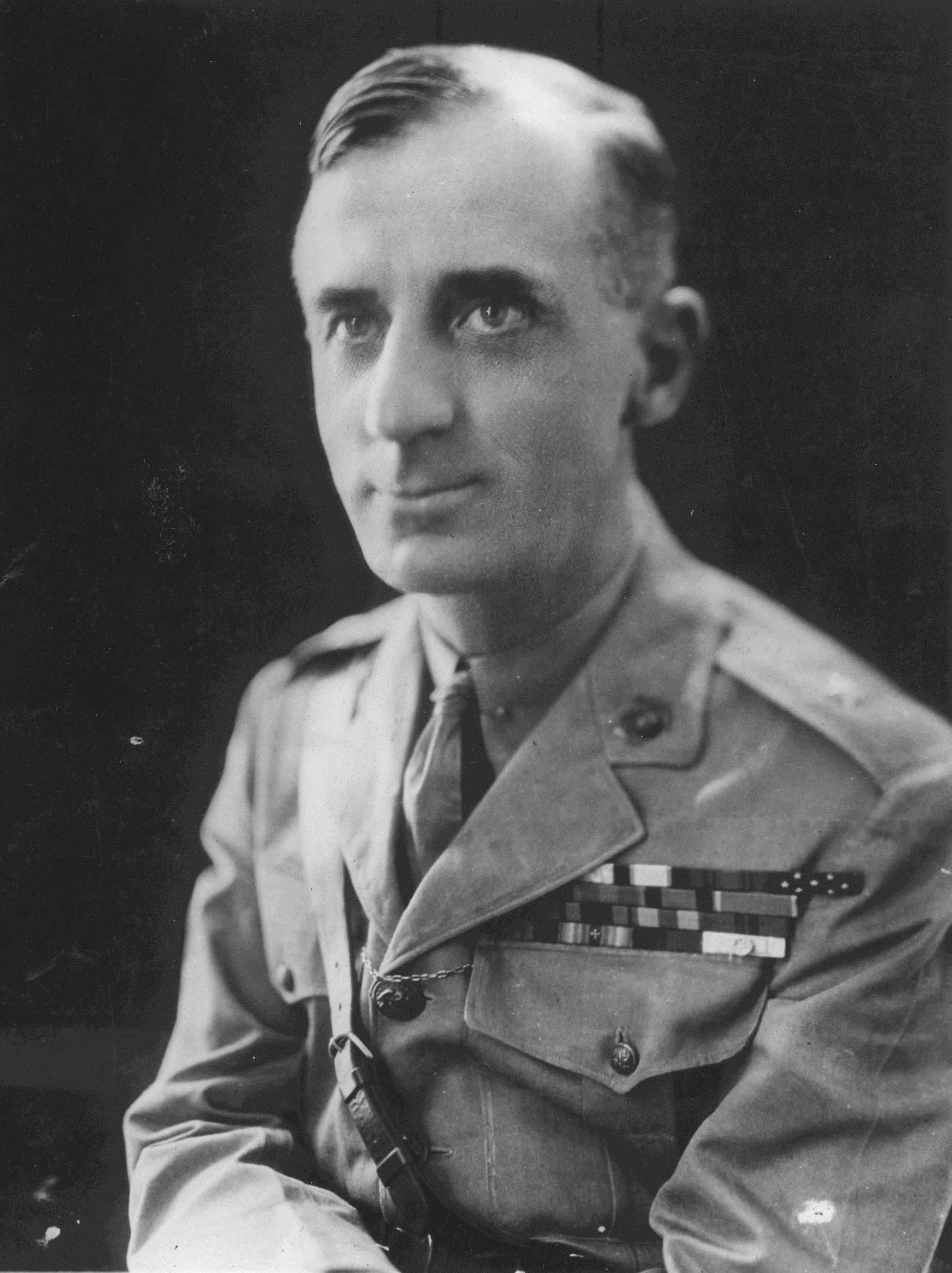
スメドレー・ダーリントン・バトラー少将 (1881-1940) は、その時代で最も栄誉を受けた海兵隊員であった。

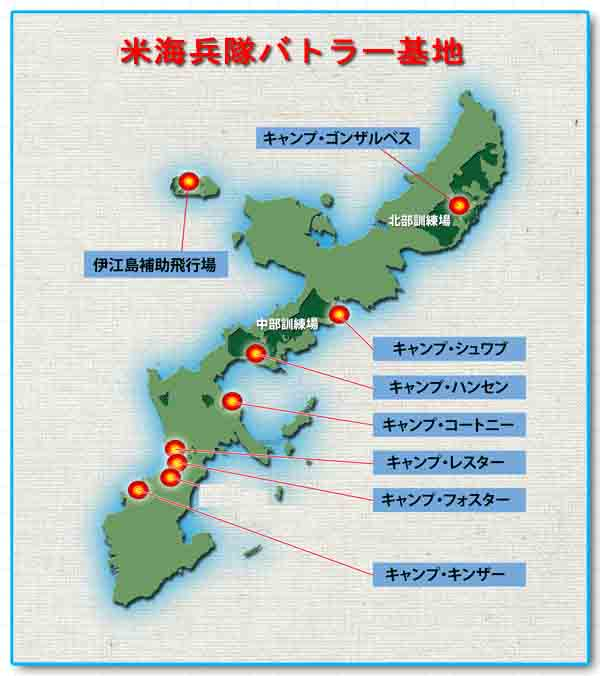

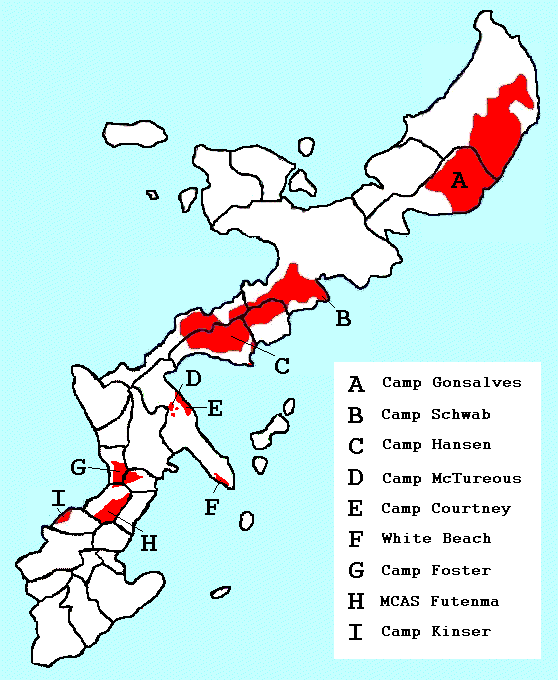
沖縄のアメリカ海兵隊基地で普天間飛行場はキャンプ・バトラーの管轄下にない。

名称の「バトラー」は、アメリカ海兵隊の英雄として知られ、二度の名誉勲章を受章し、除隊後には反戦活動家となったスメドリー・バトラー(1881-1940) にちなむ。

## 概要
キャンプ・バトラーの住所は沖縄県中部のキャンプ瑞慶覧 (キャンプ・フォスター)内の在日アメリカ海兵隊司令部ビル内に所在する。元々、キャンプ・バトラーはキャンプ・バックナーと呼ばれていた。これは、アメリカ陸軍所属の軍人で、沖縄戦に司令官として従軍し戦死したサイモン・B・バックナー・ジュニアにちなむ物である。アメリカ陸軍の部隊の大半が沖縄を去り、駐留軍の主体が海兵隊となった後、1955年にキャンプ・バトラーに名称変更された。

### キャンプ・バトラー司令部
- 1957年4月1日、キャンプ・マクトリアスに設置
- 1965年10月、キャンプ・コートニーに移転
- 1969年11月、再びキャンプ・マクトリアスに設置
- 1975年8月、キャンプ瑞慶覧 (キャンプ・フォスター)に移転

### スメドリー・バトラー
アメリカから遠く離れた沖縄の海兵隊基地にバトラーの名前がつけられたのは皮肉なことである。バトラーは1935年の有名な著書で、米軍の国外への展開に強く反対していたからである。
| 「                                                              | 米国海軍の船舶は、沿岸から200㍄ (321㎞) 以内を航行するよう具体的に法律で制限されている。… 専門家によれば、自衛のためには200マイルあれば十分だ。わが国の船舶が沿岸線から200マイル以上行けなければ、わが国が攻撃戦を始めることはない。飛行機は偵察のために沿岸から500マイル飛んでもよい。陸軍はわが国の領域から踏み出してはならない。 | 」 |
| —スメドリー・バトラー（「戦争はいかがわしい商売だ」(1935)より） | |    |

## 所属基地・施設
沖縄の海兵隊
沖縄の海兵隊はその機能上から2種に分けられる。一つは第III海兵遠征隊 (IIIMEF) に属する実働部隊、もう一つは海兵隊基地の維持と兵站に関わるロジスティクス部隊 (MCB) である。
| 太平洋海兵隊             | 太平洋海兵隊                                    | 司令部               |
| ------------------------ | ----------------------------------------------- | -------------------- |
| 第III海兵遠征隊 (IIIMEF) | 司令部                                          | キャンプ・コートニー |
| 海兵隊基地 (MCB)         | 海兵隊基地 キャンプ・バトラー (MCB Camp Butler) | キャンプ瑞慶覧       |
| 海兵隊基地 (MCB)         | 普天間海兵隊航空基地 (MCAS Futenma)             | 普天間飛行場         |

キャンプ・バトラー管轄の海兵隊基地
キャンプ・バトラーは以下の8つの沖縄海兵隊基地と２つの演習場 (北部訓練場と、キャンプ・シュワブとキャンプ・ハンセンをあわせた中部訓練場) および本土のキャンプ富士を管轄する組織の名前である。
| 海兵隊基地             | 英語基地名・施設名                 | 所在地                             |
| ---------------------- | ---------------------------------- | ---------------------------------- |
| キャンプ・マクトリアス | Camp McTureous                     | うるま市                           |
| キャンプ・コートニー   | Camp Courtney                      | うるま市                           |
| ホワイト・ビーチ地区   | White Beach                        | うるま市                           |
| キャンプ・シールズ     | Camp Shields                       | 沖縄市                             |
| キャンプ瑞慶覧         | Camp Foster (キャンプ・フォスター) | 沖縄市、宜野湾市、北谷町、北中城村 |
| キャンプ桑江           | Camp Lester (キャンプ・レスター)   | 北谷町                             |
| 牧港補給地区           | Camp Kinser (キャンプ・キンザー)   | 浦添市                             |
| 伊江島補助飛行場       | Ie Jima Auxiliary Airfield         | 国頭郡伊江村                       |

キャンプ・バトラー管轄の訓練場
キャンプ・シュワブとキャンプハンセンは合わせて中部訓練場とよばれる。
| 訓練場             | 英語基地名・施設名                      | 所在地                   |
| ------------------ | --------------------------------------- | ------------------------ |
| 北部訓練場         | Camp Gonsalves (キャンプ・ゴンザルベス) | 国頭郡国頭村、国頭郡東村 |
| キャンプ・シュワブ | Camp Schwab                             | 名護市、国頭郡宜野座村   |
| キャンプ・ハンセン | Camp Hansen                             | 国頭郡金武町             |
| キャンプ富士       | East Fuji Maneuver Area                 | 静岡県御殿場市印野       |

- 注・沖縄県に所在するアメリカ海兵隊の拠点の内、普天間飛行場はキャンプ・バトラーの管轄下には含まれておらず、独立した基地として扱われている。
- キャンプ・フォスターの正式名称は日米間の沖縄返還協定 (表A) でキャンプ瑞慶覧として編成されているため、日本や米国の公文書でキャンプ瑞慶覧として表記されている。

## 参考
- Marine Corps Base Camp Smedley D. Butler アメリカ海兵隊公式（英語）
- Marine Corps Base Camp Smedley D. Butler アメリカ海兵隊公式（日本語）